# Małgorzata Sadowska (aktorka)
Małgorzata Sadowska (ur. 15 września 1968 w Lipnie) – polska aktorka.

## Życiorys
W 1991 roku ukończyła studia na PWST w Warszawie. Aktorka Teatru Polskiego w Warszawie.
Od 2011 r. związana z Teatrem Zagłębia w Sosnowcu.

## Filmografia
| Rok       | Tytuł                                           | Rola                                                                      |
| --------- | ----------------------------------------------- | ------------------------------------------------------------------------- |
| 1991      | Panny i wdowy                                   | kobieta modląca się przed ołtarzem Matki Boskiej Lechickiej               |
| 1992      | Kawalerskie życie na obczyźnie                  | Johanna, koleżanka Reginy                                                 |
| 1993      | Dwa księżyce                                    | mecenasowa Stefania                                                       |
| 1993      | Kraj świata                                     | dziewczyna rozdająca ulotki „Solidarności”                                |
| 1993      | Czterdziestolatek. 20 lat później               | Joanna, pracownica domu aukcyjnego (odc. 5)                               |
| 1995      | Tato                                            | aktorka grająca w reklamie realizowanej przez Michała                     |
| 1995      | Sukces                                          | Jola, urzędniczka Banku Północnego (odc. 6)                               |
| 1997      | Pułapka                                         | asystentka reżysera "Tramwaju"                                            |
| 1998      | 13 posterunek                                   | matka Oli (odc. 19)                                                       |
| 1999      | 4 w 1                                           | reporterka                                                                |
| 2001–2002 | Święta wojna                                    | Agnieszka                                                                 |
| 2001      | Pas de deux                                     | Ala, kochanka Struziaka                                                   |
| 2001      | Poranek kojota                                  | "Wspólna", piąta narzeczona "Brylanta"                                    |
| 2001      | Marzenia do spełnienia                          | sekretarka w Agencji Reklamowej (odc. 33)                                 |
| 2002      | Yyyreek!!! Kosmiczna nominacja                  | Krysia, żona Irka                                                         |
| 2002      | Król przedmieścia                               | Zdzicha, żona Wieśka "Maliny" (odc. 5)                                    |
| 2003      | Kasia i Tomek                                   | praczka (odc. 18, seria III)                                              |
| 2004      | Kryminalni                                      | sekretarka Wygańskiego (odc. 8)                                           |
| 2007–2008 | Faceci do wzięcia                               | Beata, była żona Wiktora                                                  |
| 2007      | U Pana Boga w ogródku                           | Halinka Struzikowa                                                        |
| 2008      | Niania                                          | pielęgniarka (odc. 109)                                                   |
| 2008      | Na kocią łapę                                   | matka Mai                                                                 |
| 2008      | I kto tu rządzi?                                | Olga (odc. 44)                                                            |
| 2008–2010 | Barwy szczęścia                                 | Marianna                                                                  |
| 2009      | U Pana Boga za miedzą                           | Halinka Bocian, żona Józefa                                               |
| 2009      | U Pana Boga w ogródku                           | Halinka Struzikowa                                                        |
| 2009      | Teraz albo nigdy!                               | redaktor naczelna "Spojrzenia" (odc. 32)                                  |
| 2009      | Siostry                                         | Aleksandra Filipkowa                                                      |
| 2009      | Na Wspólnej                                     | dziennikarka (odc. 1213)                                                  |
| 2010      | Na dobre i na złe                               | Renata Jeziorska (odc. 405)                                               |
| 2010      | Miłość nad rozlewiskiem                         | Beata Milewicz, matka Kuby                                                |
| 2010      | Matka Teresa od kotów                           | policjantka dyżurna                                                       |
| 2010      | Duch w dom                                      | Kowalska (odc. 8)                                                         |
| 2010      | Daleko od noszy                                 | aktorka w serialu (odc. 186)                                              |
| 2011      | Urodziny                                        | kobieta w sklepie                                                         |
| 2011      | Ojciec Mateusz                                  | doktor Iwona Piotrowska (odc. 72)                                         |
| 2011      | Hotel 52                                        | Jadzia Kolasa (odc. 37)                                                   |
| 2011      | Aida                                            | Danka, siostra Zibiego (odc. 5)                                           |
| od 2011   | Klan                                            | Henryka Kazuń                                                             |
| 2011–2013 | Pierwsza miłość                                 | Aurelia Walicka, była partnerka Mariana                                   |
| 2012      | Prawo Agaty                                     | recepcjonistka w serialu (odc. 2)                                         |
| 2012      | Bejbi blues                                     | lekarka                                                                   |
| 2012      | Anna German                                     | Zofia, współlokatorka we Wrocławiu                                        |
| 2012      | Taniec śmierci. Sceny z Powstania Warszawskiego | Paterowa, matka Marka                                                     |
| 2013      | Śliwowica                                       | Aurelia Walicka, partnerka życiowa Mariana Śmiałka                        |
| 2013–2014 | Cisza nad rozlewiskiem                          | Beata Milewicz, matka Kuby                                                |
| 2014      | Lekarze nocą                                    | pacjentka (odc. 9)                                                        |
| 2015      | Żyć nie umierać                                 | nauczycielka                                                              |
| 2015      | Świat według Kiepskich                          | kobieta w maglu (odc. 460)                                                |
| 2015      | Przypadki Cezarego P.                           | restauratorka Amanda Kramer (odc. 7)                                      |
| 2015–2019 | Dziewczyny ze Lwowa                             | Elżbieta, siostra mecenasa                                                |
| 2016      | Powiedz TAK!                                    | Jadwiga, gosposia w domu Brzozowskich (odc. 7)                            |
| 2016      | Przyjaciółki                                    | Pola, pracownica szkoły Tomasza (odc. 94)                                 |
| 2016      | Na noże                                         | inspektor Sanepidu (odc. 3, 12)                                           |
| 2017      | O mnie się nie martw                            | Ada Cichoń (odc. 88)                                                      |
| 2017      | Na układy nie ma rady                           | dziennikarka Joanna Cichoń                                                |
| 2017      | M jak miłość                                    | lekarka (odc. 1316)                                                       |
| 2017      | Lekarze na start                                | Waleria, pacjentka Szpitalnego Oddziału Ratunkowego (odc. 40)             |
| 2017      | Diagnoza                                        | Kama Bocianowska, żona Ludwika (odc. 12)                                  |
| 2017–2018 | Pensjonat nad rozlewiskiem                      | Beata Milewicz, matka Kuby                                                |
| 2018      | Znaki                                           | Leokadia Leguska, dyrektor Liceum Ogólnokształcącego nr 1 w Sowich Dołach |
| 2018      | W rytmie serca                                  | klientka ośrodka Spa & Wellness podrywająca Sebastiana Szarka (odc. 39)   |
| 2018      | Ojciec Mateusz                                  | Maria Turkawska (odc. 253)                                                |
| 2018      | Blondynka                                       | Kate (odc. 79)                                                            |
| 2020      | Archiwista                                      | Stanisława Dulniak, żona Ireneusza (odc. 5)                               |
| 2020      | Uzdrowisko                                      | Grażyna                                                                   |
| od 2021   | M jak miłość                                    | Anna Bosacka                                                              |
| 2021      | Mój dług                                        | psychiatra                                                                |
| 2021      | Osaczony                                        | Wioletta Miller                                                           |
| 2022      | Ojciec Mateusz                                  | uczestniczka ślubu (odc. 455)                                             |
| 2022      | Kuchnia                                         | reżyserka Jaell Koposh (odc. 39)                                          |
| 2022      | Gry rodzinne                                    | agentka nieruchomości (odc. 7)                                            |
| 2023      | Na dobre i na złe                               | Stefania Połońska, córka Stanisława (odc. 885)                            |
| 2023      | Klara                                           | Monika (odc. 7)                                                           |
| 2024      | Powrót do życia                                 | Teresa (odc. 2, 3, 4)                                                     |
| 2024      | Ojciec Mateusz                                  | Bogna Łazarska, dyrektorka domu opieki (odc. 401)                         |

## Polski dubbing
- 2011: Wiedźmin 2: Zabójcy królów – Maria Luiza La Valette
- 2010: Megamocny
- 2010: Mass Effect 2 –
  - Lanteia,
  - Elnora
- 2004: Atomowa Betty – Icecilia
- 2004: Żony ze Stepford
- 2003: Old School: Niezaliczona – Nicole
- 2000–2003: X-Men: Ewolucja – Wolfsbane
- 2000: Przygody szewczyka Grzesia – Kasia
- 1994–1998: Spider-Man (druga wersja dubbingowa) – Felicja Hardy / Czarny Kot